# Chic
Chic ist eine US-amerikanische Band, die 1977 in New York von dem Bassisten Bernard Edwards und dem Gitarristen Nile Rodgers gegründet wurde und maßgeblichen Einfluss auf die Pop- und Discomusik der späten 1970er und frühen 1980er Jahre hatte. Ihr größter Hit Le Freak ist mit über sieben Millionen verkaufter Einheiten die erfolgreichste Single in der Geschichte von Atlantic Records.

## Geschichte

### 1976–1989
Nach einem Musikstudium und einem Engagement als Gitarrist im Hausorchester des New Yorker Apollo Theaters spielte Rodgers zunächst gemeinsam mit seinem Freund, dem Bassisten Bernard Edwards, in diversen Formationen. Im Jahre 1976 schlossen sie sich mit dem Schlagzeuger Tony Thompson und der Sängerin Norma Jean Wright zu einer zunächst noch namenlosen Studioband zusammen und produzierten eigenständig das Lied Everybody Dance. Als 1977 ein befreundeter Discjockey das bis dahin unveröffentlichte Demoband spät am Abend in der New Yorker Diskothek Night Owl spielte, stürmte das bereits ermüdete Publikum wieder auf die Tanzfläche und verlangte ständige Wiederholungen. Eilig herbeigerufen, überzeugte sich Rodgers vor Ort von der großen Wirkung seiner Musik. Der Anblick der elegant und modisch gekleideten Gäste inspirierte ihn zu dem Bandnamen Chic. Die Plattenfirma WEA Records nahm Chic unter Vertrag.
Ende 1977 erschien das erste Album Chic. Der darauf enthaltene Titel Dance, Dance, Dance gelangte mit seiner stakkatoartigen Basslinie auf Platz 6 der US-Billboard-Charts. In einem Interview mit dem Rolling Stone sagte Nile Rodgers Mitte der 1980er Jahre, er habe 1976 zufällig das Lied Daddy Cool von Boney M gehört und sei überrascht gewesen, dass der Produzent kein Afroamerikaner, sondern der ihm völlig unbekannte deutsche Produzent Frank Farian war, und der mit Daddy Cool ungefähr die Musik mache, von der Rodgers und Edwards seit Jahren geträumt hatten.
Am Silvesterabend 1977 waren Rodgers und Edwards in der New Yorker Discothek Studio 54 mit der Sängerin Grace Jones verabredet. Der Türsteher an der Backstage-Tür glaubte ihnen nicht und wies sie zweimal mit den Worten Fuck off ab. Verärgert kehrten sie in Rodgers Appartement zurück, das gleich um die Ecke lag, und reagierten ihren Frust durch spontanes Jammen ab, wobei sie auf ein Riff den Fluch Fuck off – Fuck Studio 54 sangen. Da ihnen der spontane Sound und die Melodie sofort gefielen, änderten sie den ordinären Text ab und aus Fuck off – Fuck Studio 54 wurde Ah, freak out – Le freak, c’est chic. Der Titel hieß schließlich Le Freak und wurde zum größten Hit Chics. Im Liedtext befindet sich auch noch die Zeile “just come on down to 54, find a spot out on the floor”. Nach seiner Veröffentlichung im September 1978 erreichte das Lied Platz 1 in vielen Ländern und ist bis heute, 29 Jahre nach der Veröffentlichung (Stand Juli 2007), die meistverkaufte Single der Plattenfirma WEA Records.
1978 verließ Norma Jean Wright die Band und verfolgte eine Solokarriere. Ihre erste Solo-LP Norma Jean erschien 1978, wurde von Rodgers und Edwards produziert und enthielt den Hit Saturday. An ihre Stelle traten Luci Martin und Alfa Anderson, die schon früher mit Luther Vandross gearbeitet hatte und durch ihn zur Band kam. Im September desselben Jahres erschien die Single Le Freak, mit der die Band Weltruhm erlangte. Das Lied Good Times gelangte im Sommer 1979 ebenfalls an die Spitze der US-Charts und ist in den Vereinigten Staaten eine der kommerziell erfolgreichsten Singles afroamerikanischer Künstler.
Bereits zu aktiven Musikerzeiten waren Edwards und Rodgers auch als Produzenten tätig. Für das Gesangsquintett Sister Sledge schrieben und produzierten sie Hits wie We Are Family und He’s the Greatest Dancer, für Diana Ross unter anderem Upside Down und I’m Coming Out und für Debbie Harry das Soloalbum KooKoo. Mit dem Abklingen der Discowelle Anfang der 1980er Jahre löste sich die Band auf. Rodgers arbeitete weiter als Musikproduzent und förderte die Karrieren damals junger, aufstrebender Künstler wie Madonna und Duran Duran. Auch etablierte Größen wie David Bowie (Let’s Dance und China Girl), Sheena Easton oder Grace Jones baten ihn ins Studio. Edwards betätigte sich als Produzent der Band Power Station.

### 1990–2018
Anfang der 1990er Jahre fand die Band für die Produktion des Albums Chic-ism mit veränderter Besetzung wieder zusammen, konnte jedoch nicht mehr an frühere Erfolge anknüpfen. Während einer Asientour im Jahre 1996 verstarb Bernard Edwards nach einem Konzert in Tokio an einer Lungenentzündung. Tony Thompson erlag im November 2003 einem Krebsleiden.
Einige Musikkritiker vergleichen die musikalische und kreative Partnerschaft von Rodgers und Edwards mit der von John Lennon und Paul McCartney oder von Mick Jagger und Keith Richards. Im Jahre 2005 erfolgte die Aufnahme der Gruppe in die Dance Music Hall of Fame. 2007 und 2014 war Chic Teil der Konzertreihe Night of the Proms.
Im Jahr 2013 trat die Band am Glastonbury Festival sowie im Rahmen des iTunes Festivals in London auf.
Im Juni 2018 kündigte Rodgers das erste neue Chic-Album in 26 Jahren an. It’s About Time ist am 28. September erschienen. Als Gäste wurden unter anderem Bruno Mars, Haim, Debbie Harry und Anderson .Paak bestätigt. Am 12. Juni 2018 spielten Chic die Single Boogie All Night live in der britischen Fernsehshow Later with Jools Holland.

## Stil
Der distinktive und unverwechselbare Musikstil von Chic enthält Elemente des Jazz, Rhythm and Blues sowie Rock ’n’ Roll und beschreibt damit das Lebensgefühl des aufstrebenden afroamerikanischen Bildungsbürgertums in den USA in den späten 1970er Jahren. Im Titel Chic Mystique charakterisiert die Band ihren Stil: “…a force that’s driving, there is no surviving, bass and rhythm makes you move, get into a chic groove!”.

## Coverversionen und Samples von Chic-Songs
Die englische Rockband Queen baute auf der charakteristischen Basslinie von Good Times ihren Hit Another One Bites the Dust (1980) auf. Der im selben Jahr von der Sugar Hill Gang veröffentlichte Titel Rapper’s Delight war eine Rapversion von Good Times. Auch der Titel Last Night a DJ Saved My Life (1982) der New Yorker New-Wave-Band Indeep bediente sich der Bassline von Good Times.
Will Smiths 1998er Single Gettin' Jiggy wit It baut auf dem Riff von "He's The Greatest Dancer" auf, den Chic 1979 an Sister Sledge abgegeben hatten. Im Jahr 2000 veröffentlichte die französische Gruppe Modjo eine Single unter dem Namen Lady (Hear Me Tonight). Das Lied, das in England und der Schweiz die erste Chartplatzierung erreichte, verwendet das Gitarrenriff des Chic-Songs Soup for One aus dem Jahre 1982. 
Der Song Ein Jahr (Es geht voran), ein Top-10-Hit in Deutschland und der einzige große Hit der Fehlfarben, baut auf einem aus einem Chic-Song adaptierten Riff auf.

## Diskografie
Studioalben

| Jahr | Titel           | Höchstplatzierung, Gesamtwochen, AuszeichnungChartplatzierungen (Jahr, Titel, Platzierungen, Wochen, Auszeichnungen, Anmerkungen) | Höchstplatzierung, Gesamtwochen, AuszeichnungChartplatzierungen (Jahr, Titel, Platzierungen, Wochen, Auszeichnungen, Anmerkungen) | Höchstplatzierung, Gesamtwochen, AuszeichnungChartplatzierungen (Jahr, Titel, Platzierungen, Wochen, Auszeichnungen, Anmerkungen) | Höchstplatzierung, Gesamtwochen, AuszeichnungChartplatzierungen (Jahr, Titel, Platzierungen, Wochen, Auszeichnungen, Anmerkungen) | Höchstplatzierung, Gesamtwochen, AuszeichnungChartplatzierungen (Jahr, Titel, Platzierungen, Wochen, Auszeichnungen, Anmerkungen) | Höchstplatzierung, Gesamtwochen, AuszeichnungChartplatzierungen (Jahr, Titel, Platzierungen, Wochen, Auszeichnungen, Anmerkungen) | Anmerkungen                                                                  |
| Jahr | Titel           | DE | AT | CH | UK | US | R&B | Anmerkungen                                                                  |
| ---- | --------------- | --- | --- | --- | --- | --- | --- | ---------------------------------------------------------------------------- |
| 1977 | Chic            | — | — | — | — | US27 Gold · (40 Wo.)US | R&B12 (31 Wo.)R&B | Erstveröffentlichung: Dezember 1977 Co-Produzent: Kenny Lehman               |
| 1978 | C’est Chic      | DE10 (21 Wo.)DE | AT21 (12 Wo.)AT | — | UK2 Gold · (24 Wo.)UK | US4 Platin · (48 Wo.)US | R&B1 (38 Wo.)R&B | Erstveröffentlichung: November 1978 Co-Produzenten: Mark Kreiner, Tom Cossie |
| 1979 | Risqué          | — | — | — | UK29 Silber · (12 Wo.)UK | US5 Platin · (17 Wo.)US | R&B2 (17 Wo.)R&B | Erstveröffentlichung: August 1979                                            |
| 1980 | Real People     | — | — | — | — | US30 (15 Wo.)US | R&B8 (19 Wo.)R&B | Erstveröffentlichung: Juli 1980 Aufnahme: Power Station Studio, New York     |
| 1981 | Take It Off     | — | — | — | — | US124 (9 Wo.)US | R&B36 (14 Wo.)R&B | Erstveröffentlichung: Dezember 1981                                          |
| 1982 | Tongue in Chic  | — | — | — | — | US173 (6 Wo.)US | R&B47 (9 Wo.)R&B | Erstveröffentlichung: November 1982                                          |
| 1983 | Believer        | — | — | — | — | — | — | Erstveröffentlichung: 14. November 1983                                      |
| 1992 | Chicism         | DE55 (7 Wo.)DE | — | CH40 (1 Wo.)CH | — | — | R&B39 (17 Wo.)R&B | Erstveröffentlichung: März 1992                                              |
| 2018 | It’s About Time | DE72 (1 Wo.)DE | — | CH28 (1 Wo.)CH | UK10 (1 Wo.)UK | — | — | Erstveröffentlichung: 28. September 2018 mit Nile Rodgers                    |

grau schraffiert: keine Chartdaten aus diesem Jahr verfügbar